# ميتش جونز
ميتش جونز (بالإنجليزية: Mitch Jones)‏ هو لاعب كرة قاعدة أمريكي، ولد في 15 أكتوبر 1977 في مقاطعة يوتا في الولايات المتحدة.

## وصلات خارجية
- ميتش جونز على موقع دوري كرة القاعدة الرئيسي (الإنجليزية)
- ميتش جونز على موقع الدوري الياباني لكرة القاعدة (الإنجليزية)
- ميتش جونز على موقعبيزبول رفرنس.كوم (الدوري الرئيسي) (الإنجليزية)
- ميتش جونز على موقعبيزبول رفرنس.كوم (الدوري الثانوي) (الإنجليزية)
- ميتش جونز على موقع إي إس بي إن.كوم (أم.أل.بي) (الإنجليزية)
- ميتش جونز على موقع مشجعي الرسوم البيانية (الإنجليزية)